# 羊坊店路
39°54′04″N 116°18′55″E / 39.90122°N 116.31516°E
羊坊店路是一条位于北京市海淀区的道路，南北走向。该路南起北京西站北广场与莲花池东路相交，北至复兴路，与军博西路相连。全长1186米。建于1971年。
1996年北京西站开通后，步行来往西客站与地铁1号线军事博物馆站的旅客带动了羊坊店路沿途商家的客流增长，春运期间单日客流一度上万。9号线军事博物馆站2013年12月21日开通后，乘坐地铁来往北京西站的铁路旅客不再需要经由羊坊店路步行，羊坊店路沿线的服装箱包商户也陆续撤离。